# Winston-Salem Polar Twins
Die Winston-Salem Polar Twins waren eine US-amerikanische Eishockeymannschaft aus Winston-Salem, North Carolina. Das Team spielte in der Saison 2004/05 in der Southern Professional Hockey League. 

## Geschichte
Die Mannschaft wurde 2004 als Franchise der erstmals ausgetragenen Southern Professional Hockey League gegründet. Zuvor hatte in der Saison 2003/04 mit den Winston-Salem T-birds eine Mannschaft aus Winston-Salem in der South East Hockey League, einer der beiden Vorgängerligen der SPHL, gespielt. Die Winston-Salem Polar Twins wurden nach einem gleichnamigen Team aus der Southern Hockey League benannt. In ihrer einzigen Spielzeit gewann die Mannschaft nur 14 ihrer 56 Spiele und beendete sie auf dem achten und letzten Rang. Damit verpasste das Team die Playoffs der SPHL deutlich. Anschließend wurde das Franchise nach nur einer Spielzeit wieder aufgelöst. Die Lücke, die die Polar Twins in der Stadt hinterließen, wurde 2007 von den Twin City Cyclones gefüllt.        

## Saisonstatistik
Abkürzungen: GP = Spiele, W = Siege, L = Niederlagen, T = Unentschieden, OTL = Niederlagen nach Overtime SOL = Niederlagen nach Shootout, Pts = Punkte, GF = Erzielte Tore, GA = Gegentore, PIM = Strafminuten
| Saison  | GP | W  | L  | T | OTL | SOL | Pts | GF  | GA  | Platz    | Playoffs           |
| 2004/05 | 56 | 14 | 42 | — | —   | —   | 28  | 174 | 300 | 8., SPHL | nicht qualifiziert |

## Team-Rekorde

### Karriererekorde
Spiele: 56  Shaun Aebig
Tore: 27  Shaun Aebig
Assists: 43  Trevor Karasiewicz
Punkte: 61  Shaun Aebig
Strafminuten: 150  Jason Bone